# Anemesia tubifex
Anemesia tubifex is een spinnensoort uit de familie Cyrtaucheniidae. De soort komt voor in Afghanistan.